# Куліченко Леонід Сергійович
Леонід Сергійович Куліченко (15 лютого 1913, місто Царицин Саратовської губернії, тепер місто Волгоград, Росія — 22 травня 1990, місто Москва) — радянський державний діяч, 1-й секретар Волгоградського обласного комітету КПРС, голова Волгоградського облвиконкому. Член ЦК КПРС у 1966—1986 роках. Депутат Верховної Ради СРСР 7—10-го скликань. Герой Соціалістичної Праці (7.12.1973).

## Життєпис
Народився в родині робітника. У 1936 році закінчив автотракторний факультет Сталінградського механічного інституту.
У 1936—1941 роках — асистент, аспірант кафедри машинноливарного виробництва і ливарної справи, завідувач навчальної частини Сталінградського механічного інституту.
Член ВКП(б) з 1940 року.
У 1941—1943 роках — начальник політичного відділу Кльотської машинно-тракторної станції Сталінградської області.
У 1943—1945 роках — 1-й секретар Перелазовського районного комітету ВКП(б) Сталінградської області.
У 1946—1949 роках — слухач Вищої партійної школи при ЦК ВКП(б).
У 1949—1953 роках — завідувач відділу партійних, профспілкових і комсомольських органів Сталінградського обласного комітету ВКП(б).
У червні 1953 — 1957 року — 2-й секретар Сталінградського обласного комітету КПРС.
У 1957 — січні 1961 року — 1-й секретар Сталінградського міського комітету КПРС.
У січні 1961 — січні 1963 року — 2-й секретар Сталінградського (Волгоградського) обласного комітету КПРС.
У грудні 1962 — грудні 1964 року — голова виконавчого комітету Волгоградської сільської обласної ради депутатів трудящих. У грудні 1964 — грудні 1965 року — голова виконавчого комітету Волгоградської обласної ради депутатів трудящих.
12 листопада 1965 — 24 січня 1984 року — 1-й секретар Волгоградського обласного комітету КПРС.
Указом Президії Верховної Ради СРСР від 7 грудня 1973 року за великі успіхи, досягнуті у Всесоюзному соціалістичному змаганні, і виявлену трудову доблесть у виконанні взятих зобов'язань із збільшення виробництва і продажу державі зерна та інших продуктів землеробства в 1973 році Куліченку Леоніду Сергійовичу присвоєно звання Героя Соціалістичної Праці з врученням ордена Леніна і золотої медалі «Серп і Молот».
У січні 1984 — 22 травня 1990 року — радник при Раді міністрів РРФСР у Москві.
Помер 22 травня 1990 року. Похований в Москві на Троєкуровському цвинтарі.

## Нагороди і звання
- Герой Соціалістичної Праці (7.12.1973)
- п'ять орденів Леніна (22.03.1966, 27.08.1971, 14.02.1973, 7.12.1973, 14.02.1983)
- орден Жовтневої Революції (23.12.1976)
- два ордени Трудового Червоного Прапора (20.11.1958, 20.02.1963)
- медаль «За оборону Сталінграда»
- медаль «Ветеран праці»
- медаль «За доблесну працю. В ознаменування 100-річчя з дня народження Володимира Ілліча Леніна» (1970)
- медалі